# Pringle (Dakota del Sud)
Pringle è un centro abitato (town) degli Stati Uniti d'America, situato nella contea di Custer nello Stato del Dakota del Sud. La popolazione era di 112 persone al censimento del 2010.
La città di Pringle prende il nome da W. H. Pringle, un allevatore di bestiame.

## Geografia fisica
Pringle è situata a 43°36′33″N 103°35′39″W (43.609253, -103.594124).
Secondo lo United States Census Bureau, ha un'area totale di 0,24 miglia quadrate (0,62 km²).

## Società

### Evoluzione demografica
Secondo il censimento del 2010, c'erano 112 persone.

### Etnie e minoranze straniere
Secondo il censimento del 2010, la composizione etnica della città era formata dal 93,8% di bianchi, il 2,7% di nativi americani, l'1,8% di altre razze, e l'1,8% di due o più etnie. Ispanici o latinos di qualunque razza erano il 3,6% della popolazione.